# Пушкіно (Липецька область)
Пушкіно (рос. Пушкино) — село у Добринському районі Липецької області Російської Федерації.
Населення становить 1091 особу. Належить до муніципального утворення Пушкінська сільрада.

## Історія
З 13 червня 1934 до 1954 року у складі Воронезької області. Відтак входить до складу Липецької області.
Згідно із законом від 23 вересня 2004 року № 126-ОЗ органом місцевого самоврядування є Пушкінська сільрада.

## Населення
| 2010 |
| ---- |
| 1091 |